# 小行星1466
小行星1466（1466 Mundleria）是一颗围绕太阳公转的小行星。1938年5月31日，卡爾·威廉·萊茵姆特在海德堡发现了此天体。
該小行星以德國天文學家馬克思·閔德勒（Max Mündler）命名。
这颗小行星的绝对星等为74.38071等。